# 太閤記
『太閤記』（たいこうき）は、豊臣秀吉の伝記に用いられる題名。太閤は摂政・関白経験者で、その子が同様に摂関となった者が称する号であるが、ここでは秀吉を指す。秀吉の伝記・一代記の総称として用いられるが、小瀬甫庵の著作である『太閤記』を指すこともある。秀吉を中心とした人物を描いた戯曲作品は特に太閤記物という。

## 概要
秀吉は生前、御伽衆大村由己に命じて天正年間の功業を描いた『天正記』を著させたが、これが最も古い秀吉の一代記であると考えられている。同様に秀吉に仕えた太田牛一も秀吉の功業を覚書風に記した『太閤軍記』を著した。『太閤軍記』そのものは残っていないが、抄本である『大かうさまくんきのうち（太閤さま軍記のうち）』が現存している。これら先行する諸本を元に、儒学者・小瀬甫庵は『太閤記』を著した。物語風であったこともあり、講談等の語り物の題材にされたことで多くの人々に親しまれ、後世の秀吉像を形作る源泉となった。江戸時代中期には講談を元にした読本『絵本太閤記』が流行し、歌舞伎や浄瑠璃でそれを元にした『絵本太功記』を始めとする『太閤記物』が庶民に親しまれた。

## 小瀬甫庵の太閤記
儒学者小瀬甫庵によって書かれたもので、初版は寛永3年（1626年）、全20巻。各種の『太閤記』のうち最も有名なものがこれである。作者の名をとって『甫庵太閤記』（ほあん たいこうき）ともいう。江戸時代に幾度か発禁にされたが、以降も版を重ねている。
秀吉伝記の底本とされることが多いが、著者独自の史観やそれに基づく史料の解釈、改変も指摘されている。加賀藩で俸禄を給っている関係からか、賤ヶ岳の戦いにおける前田利家の撤退について名前が記載されていなかったり、前後の関係を無視して唐突に前田利家の活躍が挿入されている箇所も見られる。

## 軍記・伝記
- 『天正記』（大村由己著）
- 『大かうさまくんきのうち（太閤様軍記の内）』（太田牛一著、江戸時代初期）
- 『川角太閤記』- （川角三郎右衛門著）江戸時代初期に成立。著者の川角三郎右衛門は田中吉政の家臣で、その聞書をまとめたもの。嘉永元年（1848年）に三宅稹卿によって発見され、編集を経て嘉永4年（1852年）に発刊された[4]。
- 『太閤記』（小瀬甫庵著、寛永3年）
- 『元禄太閤記』七巻
- 『真書太閤記』 - （栗原柳庵編、安永年間（1772年～1781年）の成立、軍記物）。『太閤真顕記』などの大坂の講談をまとめたもの[5]。『絵本太閤記』の底本。
- 『絵本太閤記』-  （武内確斎著・岡田玉山画、軍記物、1797年-1802年）

## 「太閤記」の名のついた作品

### 芸能
江戸時代の芸能における太閤記物は、享保年間の近松門左衛門の『本朝三国志』、竹田出雲の『出世握虎稚物語』等があった。天明・寛政年間には浄瑠璃で『太閤記物』の一大ブームが起こった。浄瑠璃や歌舞伎では「太閤」のかわりに「大功」や「太功」が使われ、これらの戯曲を元にした『絵本武勇大功記』などの読本等でも用いられている。
大坂では『絵本太功記』は特に人気があり、江戸時代を通じての上演回数は『妹背山婦女庭訓』と『仮名手本忠臣蔵』に次ぐものであった。
歌舞伎では秀吉や太閤記を題材とするものは「太閤記の世界」と呼び、木下藤吉郎時代のものは特に「出世奴（しゅっせやっこ）の世界」と呼ばれる。ただし『絵本太功記』は太閤記物であるが主役は真柴久吉（秀吉）ではなく武智光秀（明智光秀）である。太閤記物の歌舞伎では『祇園祭礼信仰記』『時桔梗出世請状』などが知られる。
- 『絵本太功記』 （近松柳・近松湖水軒・近松千葉軒 合作、全十三段、1799年人形浄瑠璃初演、1800年歌舞伎初演）
- 『真書太閤記』- 二代目河竹新七作。明治3年初演

### 書籍
小説
- 『太閤記』（矢田挿雲著、1926年-1934年） - 1934年・36年の2回にわたり新興キネマで映画化。戦後の1970年には日本テレビで「青春太閤記」としてドラマ化。
- 『新書太閤記』 （吉川英治著、1941年） - 1953年に東映京都（2作）、58年に松竹京都（タイトルは「太閤記」）の計3回にわたり映画化。テレビドラマ化作品としては1959年（毎日放送）、1965年（NHK大河ドラマ）、1973年（NEＴテレビ）など。
- 『異本太閤記』 （山岡荘八著、1965年）
- 『妖説太閤記』（山田風太郎著、1967年）
- 『新史太閤記』 （司馬遼太郎著、1968年）

### 映画
- 『絵本太閤記（太功記十段目）』 （男澤粛撮影、M パテー商会、1908年）
- 『太閤記』 （中川紫郎監督、帝国キネマ、1923年）
- 『豆本太閤記』 （曾根純三監督、マキノ御室、1926年）
- 『出世太閤記』 （稲垣浩監督、日活京都、1938年）
- 『太閤記 藤吉郎走卒の巻』 （滝沢英輔監督、新興キネマ、1935年）
- 『太閤記 藤吉郎出世飛躍の巻』 （渡辺新太郎監督、新興キネマ、1936年）
- 『花婿太閤記』 （丸根賛太郎監督、大映京都、1945年）
- 『新書太閤記 流転日吉丸』 （萩原遼監督、東映京都、1953年）
- 『新書太閤記 急襲桶狭間』 （松田定次監督、東映京都、1953年）
- 『太閤記』 （大曾根辰保監督、松竹京都、1958年）
- 『ホラ吹き太閤記』 （古沢憲吾監督、東宝、1964年）
- 『マンザイ太閤記』 （アニメ、沢田隆治・高屋敷英夫監督、松竹、1981年）

### テレビドラマ
- 『太閤記』（日本テレビ、1956年）
- 『新書太閤記』（毎日放送、1959年）
- 『珍版太閤記』（KRT、1960年）
- 『太閤記』 [11]（大河ドラマ、NHK、1965年）
- 『あまから太閤記』（毎日放送、1967年）
- 『青春太閤記 いまにみておれ!』（日本テレビ、1970年）
- 『新書太閤記』 （水曜時代劇、NET、1973年）
- 『おんな太閤記』 （大河ドラマ、NHK、1981年）
- 『太閤記』 （大型時代劇スペシャル、TBS、1987年）
- 『太閤記　サルと呼ばれた男』 （プレミアムステージ、フジテレビ、2003年）
- 『太閤記 〜 天下を獲った男・秀吉』 （火曜時代劇、テレビ朝日、2006年）
- 『寧々 〜 おんな太閤記』 （新春ワイド時代劇、テレビ東京、2009年）

### 豊臣秀吉と関連しない作品
- 『サラリーマン出世太閤記』（1957年） - 小林桂樹主演の日本映画。太閤記をモチーフに、サラリーマン木下秀吉の出世を描いた。
  - 『続サラリーマン出世太閤記』（1957年11月）
  - 『続々サラリーマン出世太閤記』（1958年9月）
  - 『サラリーマン出世太閤記 課長一番槍』（1959年6月）
  - 『サラリーマン出世太閤記・完結篇 花婿部長No.1』（1960年3月）
- 『デブゴンの太閤記』（1978年） - サモ・ハン・キンポー主演の台湾映画『臭頭小子』の邦題。朱元璋を題材としている。